# Кріс Петерс
Кріс Пе́терс (нід. Kris Peeters; нар. 18 травня 1962, Rumst) — бельгійський юрист і політик. Петерс був міністром-президентом Фландрії з 2007 по 2014 і у подальшому - заступник прем'єр-міністра, міністр економіки і зайнятості в уряді Шарля Мішеля.

## Життєпис
Він здобув освіту в Університеті Антверпена, протягом короткого часу вів адвокатську практику.
У 1988 році він був прийнятий на роботу до NCMV, національної організації, що об'єднує власників малого та середнього бізнесу. Він був податковим консультантом і директором з досліджень у цій асоціації, з 1994 року працював її генеральним секретарем. У 1999 році організація перетворилася на UNIZO, а Петерс став її керуючим директором. У той же час він вів політичну діяльність у складі партії Християнські демократи і фламандці.
У 2004 році він був обраний членом фламандського парламенту, очолював Міністерство громадських робіт, енергетики і навколишнього середовища у регіональному уряді Іва Летерма. У 2006 році Петерс увійшов до Палати представників Бельгії.